# 托馬斯伯勒 (伊利諾伊州)
托馬斯伯勒（英語：Thomasboro）是位於美國伊利諾伊州尚佩恩縣的一個村落。

## 地理
托馬斯伯勒的座標為40°14′31″N 88°11′16″W / 40.24194°N 88.18778°W，而該地最高點為海拔高度223米（即730英尺）。

## 人口
根據2010年美國人口普查的數據，托馬斯伯勒的面積為2.55平方千米，當中陸地面積為2.55平方千米，而水域面積為0.00平方千米。當地共有人口1126人，而人口密度為每平方千米441人。